# Филипина Велзер
Филипина Велзер (на немски: Philippine Welser; * 1527, Аугсбург, † 24 април 1580, дворец Амбрас, Инсбрук в Тирол) е морганатична съпруга на Фердинанд II ерцхерцог на Австрия, граф на Тирол.

## Биография
Тя е дъщеря на Франц (Фридрих) Велзер (* 2 ноември 1497, Аугсбург, † 29 октомври 1572, Равенсбург), патриций и търговец от Аугсбург, и Анна Адлер (* 1507, † 5 януари 1572, Вайхербург/Инсбрук).
Филипина се омъжва тайно през януари 1557 г. за Фердинанд II фон Тирол (1529 – 1595), син на император Фердинанд I и брат на император Максимилиан II. Те се запознават през февруари 1555 г. на карнавал в Пилзен. Баща му император Фердинанд I научава за женитбата им едва през 1559 г. През 1561 г. той признава брака им, ако се пази в тайна. Децата им получават името „фон Австрия“, и могат да имат претенции, само ако цялата мъжка фамилия Хабсбург измре. Децата им са взети в двореца като намерени деца.
Бракът им е щастлив. Тя помага на бедните и пише готварска книга и книга за лекарства, които вероятно са написани от майка ѝ. Бракът става известен от 1576 г., когато синът им Андреас става кардинал и му трябва свидетелство, че е от брачен произход.
От 1570 г. тя се разболява и умира на 24 април 1580 г. Нейният съпруг нарежда да бъде погребана в гроб от бял мрамор в сребърната капела на дворцовата църква в Инсбрук.
Още когато тя е жива, нейният съпруг иска през 1573 г. ръката на своята седемгодишна племенница Ана Катерина Гонзага, и се омъжва за нея на 14 май 1582 г.

## Деца
Филипина Велзер има с Фердинанд II децата:
- Андреас (1558 – 1600), кардинал и щатхалтер на Нидерландия (1598 – 1600)
- Карл (1560 – 1618), маркграф на Бургау
- Филип (1562 – 1563) и Мария (1562 – 1563), близанаци

## Произведения
- De re coquinaria (готварска книга), Handschrift ca. 1545, Schloss Ambras bei Innsbruck. Inv.Nr. PA 1473 (вероятно от майка ѝ)
- Koch- und Arzneibuch. Handschrift ca. 1545, Schloss Ambras bei Innsbruck. Inv.Nr. PA 1474 (вероятно от майка ѝ)